# چیرو مارینا
چیرو مارینا (به ایتالیایی: Cirò Marina) یک کومونه در ایتالیا است که در استان کروتون واقع شده‌است.

## خصوصیات
چیرو مارینا ۷۰ کیلومترمربع مساحت و ۱۴٬۹۰۲ نفر جمعیت دارد و ۳۵۱ متر بالاتر از سطح دریا واقع شده‌است.

## خواهرخوانده
شهرهای لونات پوتزولو و سوپینو خواهرخوانده‌های چیرو مارینا هستند.